# Smolov (Bělá nad Radbuzou)
Smolov je malá vesnice, část města Bělá nad Radbuzou v okrese Domažlice v Plzeňském kraji. Nachází se asi 3,5 kilometru západně od Bělé nad Radbuzou. Smolov je také název katastrálního území o rozloze 15,01 km². V katastrálním území Smolov leží i Karlova Huť a Nový Dvůr.

## Historie
První písemná zmínka o vesnici pochází z roku 1654.

## Obyvatelstvo
| Rok            | 1869 | 1880 | 1890 | 1900 | 1910 | 1921 | 1930 | 1950 | 1961 | 1970 | 1980 | 1991 | 2001 | 2011 | 2021 |
| -------------- | ---- | ---- | ---- | ---- | ---- | ---- | ---- | ---- | ---- | ---- | ---- | ---- | ---- | ---- | ---- |
| Počet obyvatel | 338  | 335  | 331  | 339  | 325  | 295  | 296  | 142  | 165  | 131  | 120  | 92   | 90   | 98   | 103  |
| Počet domů     | 41   | 41   | 42   | 43   | 44   | 44   | 54   | 35   | 70   | 27   | 27   | 31   | 34   | 36   | 41   |

## Obecní správa
Při sčítání lidu v letech 1850–1984 Smolov byl samostatnou obcí, se kterým patřil nejprve do okresu Horšovský Týn (v letech 1850–1910 Horšův Týn), ale od roku 1960 v okrese Domažlice. Od 1. ledna 1985 je částí města Bělá nad Radbuzou v okrese Domažlice. V letech 1850–1984 k obci patřily Karlova Huť a Nový Dvůr a v letech 1961–1984 také Železná.